# フィレール
フィレール（ハンガリー語: Fillér）は、ハンガリーの歴史における様々な少額硬貨の名称である。オーストリア＝ハンガリー・クローネ、ハンガリー・コロナ、ハンガリー・ペンゲー、ハンガリー・フォリントの1⁄100を意味する。この名前はドイツ語で4を意味する言葉vierに由来する。元々は4クロイツァー硬貨の名前であった。

## フォリントの補助単位としてのフィレール
ハンガリーのフォリントの導入当初は、フィレール単位の硬貨として、2, 5, 10, 20, 50フィレール硬貨が発行されていた。これらの硬貨が流通していた当時は、10フィレールより低額面の現金としては2, 5フィレール硬貨しかなかったため、1フィレールが現金の最小単位ではあったが、1, 3フィレールの金額を現金で直接表す方法は存在しなかった。共産主義の崩壊後に激しいインフレが起こり、その影響でフィレールは低額面のものから順次流通停止・失効となった。まず2, 5フィレール硬貨は1992年、次に10, 20フィレール硬貨は1996年、そして最後に50フィレール硬貨は1999年に流通停止となり、いずれも流通停止の翌年に交換も停止され完全に失効したため、フィレール硬貨は現在流通していない。更にフォリント単位の硬貨についても、1, 2フォリント硬貨は2008年に流通停止、2013年に交換も停止され失効し、これにより現金の最小単位は5フォリントとなった。ただし、ガソリンの価格（例えば310.9フォリントなど）や電話の価格などの計算には、5フォリント未満の端数のフォリントやフィレールが引き続き使用されている。